# Shoot-Out at Medicine Bend
Shoot-Out at Medicine Bend (Brasil: No Rastro dos Bandoleiros / Portugal: Justiça sem Lei) é um filme norte-americano de 1957, do gênero faroeste, dirigido por Richard L. Bare e estrelado por Randolph Scott e James Craig.
Filmado em 1955, mas lançado somente dois anos mais tarde, o filme, com um roteiro parecido ao do superior The Man from Laramie, foi o último de Randolph Scott na Warner Bros..

## Sinopse
Após terem roupas e armas roubadas, os militares Capitão Buck Devlin, Sargento John Maitland e Cabo Will Clegg recebem novo vestuário de um grupo de quakers. Em seguida, tentam impedir que Ep Clark continue a vender armas e munições defeituosas para os sioux. O capitão, inclusive, procura vingar a morte do irmão, abatido pelos indígenas quando também portava arma avariada.

## Elenco
| Ator/Atriz      | Personagem             |
| --------------- | ---------------------- |
| Randolph Scott  | Capitão Buck Devlin    |
| James Craig     | Ep Clark               |
| Angie Dickinson | Priscilla King         |
| Dani Crayne     | Nell Garrison          |
| James Garner    | Sargento John Maitland |
| Gordon Jones    | Cabo Will Clegg        |
| Trevor Bardette | Xerife Bob Massey      |
| Don Beddoe      | Prefeito Sam Pelley    |
| Myron Healey    | Rafe Sanders           |
| John Alderson   | Clyde Walters          |
| Harry Harvey    | Elam King              |
| Robert Warwick  | Irmão Abraham          |